# Telmatoscopus albipunctata
Telmatoscopus albipunctata és una espècie de dípter pertanyent a la família dels psicòdids de distribució És circumtropical: Austràlia, l'Índia, Nova Guinea, la Micronèsia, les illes Açores, Borneo les illes Filipines (Luzon, Cebú i Mindanao), Malàisia, les illes Ryukyu, la Polinèsia, els Estats Units, Colòmbia, Nicaragua, Puerto Rico, Costa Rica, Angola, Burundi, Cap Verd, la República Democràtica del Congo, Ghana, Kenya, Madagascar, Malawi, Maurici, Nigèria, el Senegal, Sud-àfrica, Tanzània, els Emirats Àrabs Units, Uganda, Cuba, etc.
Hi ha documentat en Taiwan un cas de miasi intestinal en humans causat per larves d'aquesta espècie i un altre de nasal a Sud-àfrica.

## Morfologia
La larva mesura entre 8 i 10 mm de longitud i és de color marró o negrós (no pas groguenc pàl·lid com les de Psychoda). L'adult fa entre 3,3 i 4,6 mm de llargària i presenta les antenes blanques i algunes taques a les ales (fosques a la meitat basal i blanques a les vores de la meitat apical, essent aquestes darreres l'origen del seu nom científic) amples i sense escates. El mascle té el cos de color marró i blanc; cap marró amb alguna àrea blanca al vèrtex; ulls separats per una distància igual a una faceta; presència de sutura interocular; palps allargats; antenes de 2-2,6 mm de longitud; escap una volta i mitja la mida del pedicel; vena subcostal acabant al nivell de la base de R2+3; R5 acabant a l'àpex, el qual és agut; edeagus en forma de raqueta; ales de 2,6-3,8 de llargada i 1-2,6 d'amplada. La femella és similar al mascle, però amb una concavitat apical moderadament feble a la placa subgenital -la qual no és gaire bilobulada-; antenes de 2,3-2,6 mm de llargària i ales de 2,8-4,1 de longitud i 1,3-2 d'amplada.

## Ecologia
És un dels psicòdids més freqüents dins i a prop dels habitatges humans. Es reprodueix en una àmplia gamma de nínxols ecològics (sempre que tingui aigua i matèria orgànica en descomposició), com ara embornals, desguassos, terrenys fangosos, clots de poca fondària i amb fulles mortes, plantes de tractament d'aigües residuals, deixalles d'escorxadors, piles de compost, latrines, l'escorça de l'arbre fruiter Aleurites moluccana, forats d'arbres, testos amb aigua de pluja, etc.
L'ou fa 0,4 mm de longitud i 0,1 d'amplada, i pot sobreviure tant en condicions seques o humides, la qual cosa fa difícil la seua eliminació per controlar-ne les poblacions. D'altra banda, i segons estudis realitzats, la cafeïna provoca un alta mortalitat i un retard sever del creixement i el desenvolupament de les larves. En general, la sensibilitat a la cafeïna és inversalment proporcional a l'edat de les larves tractades i els adults resultants mostren una menor fertilitat i un efecte negatiu en llurs cromosomes, la qual cosa podria ésser emprat per a desenvolupar tractaments efectius per impedir la seua proliferació.